# Městská autobusová doprava v Karlových Varech

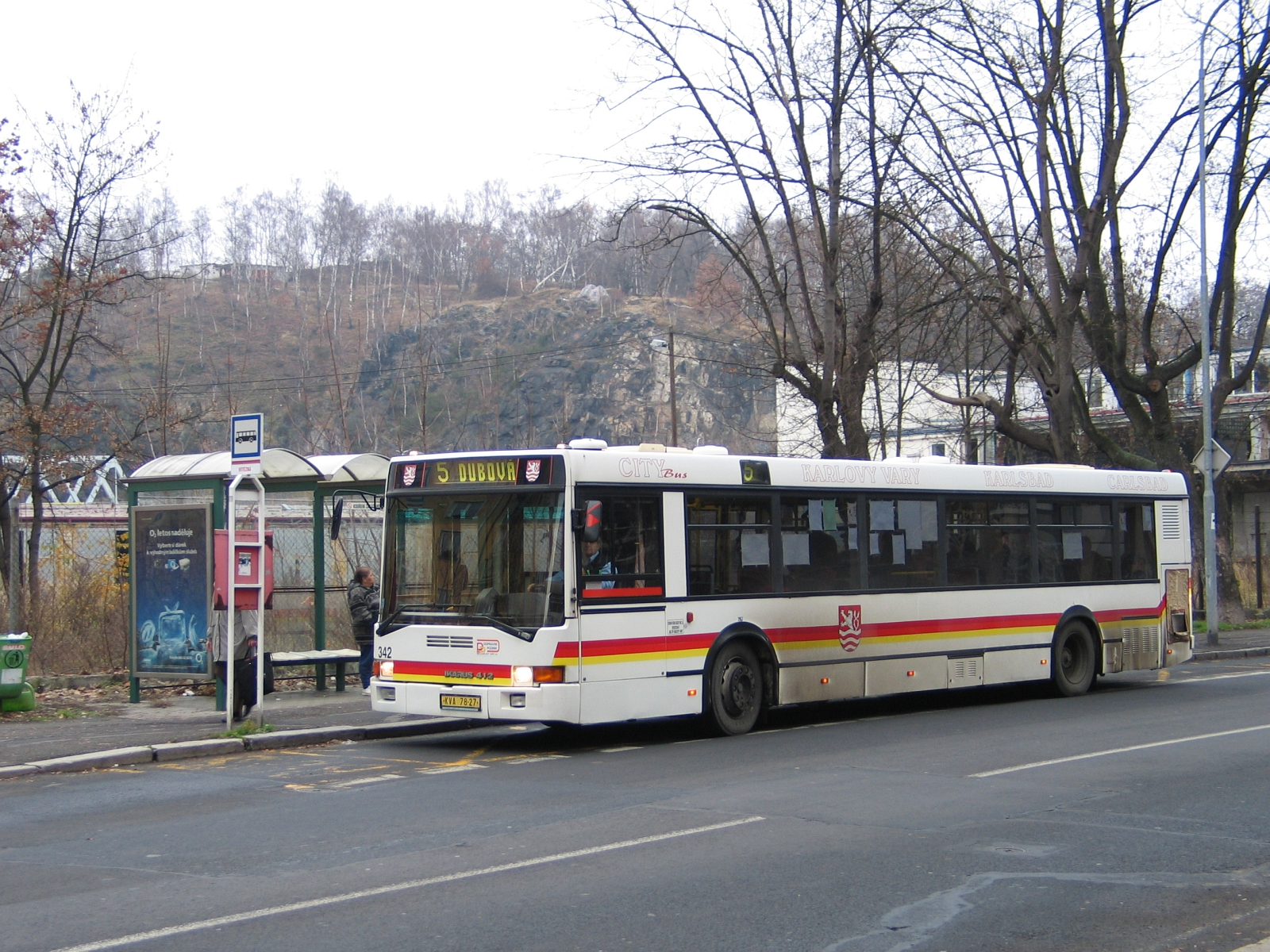
Nízkopodlažní autobus Ikarus 412

Systém městské autobusové dopravy v Karlových Varech se vyvíjel už od sedmdesátých let 19. století a jeho další počátky jsou spojeny s koněspřežnou Karlovarskou omnibusovou společností Fousek a spol. První automobilový omnibus (autobus) pro 20 osob zavedla v roce 1906 První karlovarská automobilová společnost Lang, Kühnel a spol. („Eka”). V roce 1947 započal podnik ČSD obnovovat zaniklé autobusové linky Karlovarské omnibusové společnosti, přičemž v témže roce byly všechny dopravní podniky znárodněny a sjednoceny pod státní organizaci ČSAD. V roce 1954 vznikl v Karlových Varech samostatný městský dopravní podnik, který byl v roce 1975 začleněn do ČSAD. Odštěpný závod Městské hromadné dopravy Karlovy Vary státního podniku ČSAD Plzeň se k 1. květnu 1993 v rámci privatizačního projektu transformoval v samostatný podnik ČSAD MHD Karlovy Vary, a. s. (jediným akcionářem bylo město Karlovy Vary), který byl dne 25. ledna 2001 přejmenován na Dopravní podnik Karlovy Vary a. s.

## Historie

### Josef Fousek
Dne 19. dubna 1864 v Karlových Varech náhle zemřel na tyfus c. k. poštmistr Gustav von Rüling. Vzhledem k tomu, že po sobě zanechal pouze nezletilé potomky, se pražské Ředitelství pošt rozhodlo obsadit jeho místo novým poštmistrem a vypsalo urychleně konkurzní řízení s lhůtou do 5. května 1864. Ředitelství pošt dávalo přednost uchazečům, kteří by se spokojili s nižším příplatkem za ustájení koní, v zimě byli schopni ustájit 16 erárních koní a v letním období až 50 koní, dále měli prokázat, že sami drží kolem 30 vlastních koní nebo jsou schopni si tyto koně jinak zajistit a mohou na místo nastoupit v termínu mezi 15. až 20. květnem 1864. 
Z celkem malého počtu uchazečů vybralo ředitelství c. k. poštmistra Josefa Fouska, který tyto podmínky nejvíce naplnil. Nejprve sloužil jako c. k. poštovní administrátor v Lounech a v roce 1862 byl jmenován poštmistrem na poštovní stanici (Relaisstation) v Perninku (Bärringen). Zde obsluhoval v letních měsících kolem 20 erárních koní, znal tamní poštovní trasu, vlastnil dům se stájemi pro 30 vlastních koní a disponoval navíc příbuzenskými vztahy k majetným občanům z Karlových Varů. Vedle toho byl schopen složit kauci 2 000 zlatých, spokojil se s příplatkem 1 600 zlatých a byl ochoten převzít poštovní stanici ještě před jmenováním 6. května 1864.
Fousek byl posledním poštmistrem, který ještě zažil éru poštovních stanic, přepřahání koní a postilionů, s nástupem železniční stanice v Karlových Varech se situace podstatně změnila. Dostavníkové spoje odpadly a zůstala jen pojízdná pošta erárními vozy k nádraží. Vedle toho Josef Fousek zavedl přepravu osob mezi budovou hlavní pošty a nádražím poštovními vozy (karioly), kterou postupně rozšířil i o vlastní omnibusy (od roku 1872 jezdily pětkrát denně). Kancelář poštovní stanice se nacházela už od dob c. k. poštmistra Gustava von Rüling v hotelu „Goldener Schild” (Zlatý štít), v roce 1888 Josef Fousek přestěhoval kancelář do „Hotelu de Russie”. Jeho poštovní omnibusy začaly zprostředkovávat dopravu i do vzdálenějších míst (Doubí, Hans Heiling, Kyselka, atd.)

### Omnibusy
Na konci sedmdesátých let 19. století zprostředkovávaly pravidelnou dopravu mezi vlakovým nádražím a místy, která sloužila návštěvníkům a obyvatelům města Karlovy Vary k zábavě a potěšení, omnibusy, které bylo možné také pronajmout. Ceny jízd měly pevné taxy zahrnující i spropitné: 
1. Cena jízdy od vlakového nebo k vlakovému nádraží se pohybovala ve výši 40 krejcarů, přičemž 10 krejcarů stálo uložení zavazadel na střeše omnibusu a zavazadla osobní uvnitř vozu byla zdarma.
2. Od Divadelního náměstí (Theaterplatz) směrem na Březovou (Pirkenhammer) jezdily omnibusy třikrát denně, k výletní restauraci Poštovní dvůr (Posthof) nebo Freunschaftssaal stála jízda omnibusem 30 krejcarů, k výletní restauraci Mühlgrund nebo keramické továrně 40 krejcarů,
3. od Hotelu Angers do Doubí (Aich) jezdily omnibusy dvakrát denně za 40 krejcarů,
4. do Kyselky (Gießhübl-Sauerbrunn) k Ottově prameni za 80 krejcarů, popřípadě tam a zpátky za 1 zlatý a 20 krejcarů.[4]

### Fiakry a drožky
Pevné ceny platily také u fiakrů (dvojspřeží) a drožek (jednospřeží).
1. Po městě, jehož hranice určoval Chebský most (Egerbrücke), Drahovice (Drahonitz), hostinec „Bergwirtshaus” a most přes Teplou (Teplbrücke) u Březové (Pirkenhammer), se platilo: za čtvrt hodinu jízdy fiakrem 80 krejcarů a drožkou 60 krejcarů, za půlhodinovou jízdu fiakrem 1 zlatý a 20 krejcarů a drožkou 80 krejcarů, za hodinovou jízdu fiakrem 1 zlatý 60 krejcarů a drožkou 1 zlatý 20 krejcarů, v době od šesti hodin ráno do osmi hodin večer. Před a po takto vymezeném čase stála cesta přibližně o třetinu více.
2. Od vlakového nádraží nebo k vlakovému nádraží fiakrem 2 zlaté (Floriny) a drožkou 1 zlatý 30 krejcarů (od šesti ráno do osmi večer), po osmé večerní hodině fiakrem 2 zlaté 50 krejcarů a drožkou 1 zlatý 60 krejcarů, přičemž zavazadla do 100 liber byla zdarma, za nadváhu každých 50 liber se připlácelo 30 krejcarů.[5]
3. Na delší vzdálenosti zaplatil cestující dopoledne (od 7 hodin ráno do 12 hodin v poledne) do vzdálenosti jedné míle fiakrem 5 zlatých a drožkou 3 zlaté, do Doubí (Aich), Staré Role (Altrohlau), Dalovic (Dallwitz), Rybářů (Fischern), Březové (Pirkenhammer) a blíže položená místa: bez pobytu a cesty zpět fiakrem 3 zlaté a drožkou 2 zlaté, s hodinovým pobytem a zpáteční jízdou fiakrem 4 zlaté a drožkou 2 zlaté 60 krejcarů.
4. Do vzdálenějších míst odpoledne (od jedné hodiny odpoledne do osmé hodiny večer) do Ostrova (Schlackenwerth), Hroznětína (Lichtenstadt), Merklína (Merkelsgrün), Lokte (Elbogen), Krásného Jezu (Schönwehr), Andělské Hory (Engelhaus), Březové (Pirkenhammer), Doubí (Aich) nebo Dalovic (Dallwitz) či do blíže položených míst fiakrem 6 zlatých a drožkou 4 zlatý.[6]

### Heinrich Fousek
Dne 10. listopadu 1895 převzal službu u poštovních stájí (Poststalldienst) Josefův syn Heinrich Fousek (poštovní praktikant) a zároveň mu byl udělen titul c. k. poštmistra. Zázemí stájí rozšířil o areál v nedalekých Donicích, kde nechal přistavět další garáže a stodoly. V roce 1897 založil firmu Karlovarská omnibusová společnost Fousek a spol. a v roce 1898 s povolením pražského Ředitelství pošt a telegrafů pak areál v Dohnicích převzal. V témže roce z firmy Karlovarská omnibusová společnost vystoupil. V roce 1905 byl Heinrich Fousek pražským Ředitelstvím pošt a telegrafů penzionován. Novým c. k. poštmistrem byl jmenován Gustav Hyra.

### Karlovarská omnibusová společnost Fousek a spol.
Karlovarská omnibusová společností Fousek a spol. se sídlem v Karlových Varech (Carlsbader Omnibusgesellschaft Fousek & Compagnie) byla založena v Chebu 26. října 1897 společníky: karlovarským c. k. poštmistrem Heinrichem Fouskem a karlovarským obchodníkem Bertholdem Benediktem. V roce 1898 z firmy vystoupil Heinrich Fousek a novým společníkem se stal karlovarský hoteliér Franz Roscher. V roce 1899 společnost zakoupila od vídeňské obchodnice Kateřiny Neufeldové nové koně, které však při převozu vlakem do Karlových Varů uhynuli. V roce 1901 započala firma z důvodu zastavení dopravy koně postupně rozprodávat. V roce 1904 a 1914 přistoupili do firmy další 4 komandisté. V roce 1916 vystřídal ve firmě společníka Maxe Lederera vídeňský židovský obchodník s koňmi Max Winter, bytem ve Vídni na Hernalser Hauptstraße čp. 108 (toho času v Karlových Varech), a stal se zároveň jejím majitelem.

### První karlovarská automobilová společnost Lang, Kühnel a spol.
Dne 1. dubna 1906 založili společníci Josef Lang (obchodník s jízdními koly v Karlových Varech), Heinrich Kühnel (majitel hostince v Karlových Varech) a Heinrich Frisch (majitel domu v Karlových Varech) firmu „První karlovarská automobilová společnost Lang, Kühnel a spol.” se sídlem v Karlových Varech (Erste Karlsbader Automobilgesellschaft, Lang, Kühnel & Comp., Karlsbad), která se zabývala živnostenskou osobní automobilovou dopravou. Dne 22. dubna 1906 se nacházel její první automobilový omnibus pro 20 osob na cestě do Karlových Varů.
V roce 1912 se automobilová společnost nově konstituovala na firmu pod názvem „Eka”, Karlovarská automobilová společnost GmbH („Eka“, Karlsbader Automobilgesellschaft, Gesellschaft m. b. H., Karlsbad). Firma se zabývala provozem všech automobilů (speciálně taxíků), dále koncesovanou dopravou na koncesovaných omnibusových linkách (především na již koncesované lince Karlovy Vary - Březová (Karlsbad - Pirkenhammer), dále garážováním a mytím automobilů, prodejem automobilů značky RAF z Liberce a firmy Laurin & Klement z Mladé Boleslavi a konečně vším ostatním, co souviselo s automobilovou dopravou a obchodem. 
Zakládající kapitál činil 20 000 korun. Liberecká automobilová společnost (Reichenberger Automobilgesellschaft in Reichenberg) vložila do firmy koncesi udělenou c. k. okresním hejtmanstvím v Karlových Varech na provoz automobilovými omnibusy na lince Karlovy Vary - Březová v ceně 8 000 korun a koncesi na provozování dopravy automobilovými drožkami v ceně 4 000 korun. Firmu vedli: Rudolf Pawel (Geschäftsführer), majitel vozů v Karlových Varech, Julius Heilhecker, podnikatel v Karlových Varech a Sigismund Anton Zach, podnikatel z Mladé Boleslavi (Jungbunzlau). V létě roku 1913 zastavila firma z důvodu nerentability provoz „Eka-vozů” na linkách: Karlovy Vary-Březová (Karlsbad-Pirkenhammer), Karlovy Vary-Kyselka (Karlsbad-Gießhübl) a Karlovy Vary-Svatošské skály (Karlsbad-Hans-Heiling-Felsen).
Před první světovou válkou nabízely v Karlových Varech osobní automobilovou a autobusovou dopravu (Auto- und Elektromobilomnibusse) firmy: Aulich Anton - Grimm Franz - Heinz Johann - Helenenhof-Imperial (hotelová akciová společnost) - Heumayer Anton - Heyer Gustav - Erste Karlsbader Automobilgesellschaft Lang, Kühnl & Co. (společníci: Lang Josef, Kühnel Heinrich, Frisch Heinrich) - Kettner Ludwig - Laurin & Klement - Löschner Alfred - Münnich Ferdinand - Österreichisch - ungarische Autotaxameter-Unternehmung - Pössl Anton - Pölzl Heinrich - Strunz Wenzel - Treber Rudolf - Walders Josef - Dr. Zampach Franz.

### Městská autobusová doprava v meziválečném Československu
Ještě v roce 1922 měla Karlovarská omnibusová společnost své nápisy pouze v německém jazyce a omnibusy v černo-žlutých barvách, které později nahradila barva červená. Společnost provozovala stálou autobusovou dopravu k vlakovým nádražím ve městě a jeho okolí, svými auty též výlety po okolí, pronájem autokarů, dále cestovní kancelář v domě Vavřínový věnec (Haus Lorbeerkranz) a již v roce 1923 založenou celní stanici (Zollrevisionsstelle) pro Německo a Rakousko, jejíž kancelář sídlila na Horní Schillerově ulici (Obere Schillerstraße 41) vedle hotelu Zlatý strom (Hotel Goldener Baum). V listopadu roku 1930 zřídila svou pobočku v Mariánských Lázních a roku 1931 další pobočku v Dolním Jiřetíně u Mostu, která se zabývala pravidelnou osobní dopravou, speditérstvím a obchodem s uhlím. Jejími prokuristy se stali bratři Robert Winter, Alexandr Winter a Karl Winter. Městskou dopravu v lázeňském městě a okolí provozovala Karlovarská omnibusová společnost na pravidelných trasách:
1. Karlovy Vary Horní nádraží (Karlsbad Oberer Bahnhof) – Chebský most (Egerbrücke) – Město (Stadt) – Park u Vřídla (Geysir Park) v intervalu 1,5 minuty, v letní sezóně po hlavní trase mezi Chebským mostem (Egerbrücke) a Parkem u Vřídla ve dvou- až osmiminutovém intervalu.
2. Z Chebského mostu odjížděla kyvadlová doprava: každých dvacet minut do Staré Role (Altrohlau), každých 40 minut do Tuhnic (Dohnice/Donitz) - Doubí (Aich).
3. Od Hlavní poštovní budovy směřovaly omnibusy do Dalovic (Dallwitz), dále kolem Bílého orla (Weißen Adler) na ulici Na vyhlídce (Panoramastraße) a
4. z Becherova náměstí (Becherplatz) se rozjížděly každých 20 až 40 minut do Březové (Pirkenhammer) a šestkrát denně k vyhlídkovému hotelu a kavárně Sennhof, popřípadě do Pily (Schneidmühl).

Všechny tyto trasy provozovala omnibusová společnost celoročně. V letním období nabízela i dálkovou dopravu do následujících měst:
1. Karlovy Vary - Praha a večer zpět do Karlových Varů (s prohlídkou Prahy za spolupráce cestovní kanceláře Čedok),[36]
2. Karlovy Vary - Mariánské Lázně a zpět,[37]
3. Karlovy Vary - Františkovy Lázně a zpět.

Výletními autokary či výletními auty vozila zájemce též do nedalekých Krušných hor (Erzgebirge):
1. Karlovy Vary - Klínovec (Keilberg), Smrčiny (Fichtelberg), Plešivec (Pleßberg)
2. Karlovy Vary - Šemnická skála (Hermannstein)
3. Karlovy Vary - Kapucínský klášter v Mariánské (Maria-Sorg)
4. Karlovy Vary - Jelení (Hirschenstand) - Nové Hamry (Neuhammer)a do dalších různých lesních a vyhlídkových restaurací a kaváren, například do „Cafe-Restaurant Wildpark“.[38]

Vedle Karlovarské omnibusové společnosti nabízela osobní automobilovou a autobusovou přepravu celá řada dalších firem, například Karlovarská cizinecká a cestovní kancelář (Karlsbader Fremdenverkehrs- und Reisebüro) Zemského svazu pro cizinecký ruch (Landesverband für Fremdenverkehr) se sídlem v Karlových Varech, která společně s Karlovarskou automobilovou komanditní společností August Fladerer (Karlsbader Automobilkommandit-Betriebsgesellschaft August Fladerer) provozovala už od roku 1922 linku do Mariánských Lázní a Kyselky. Vedle toho provozovala denně jízdy z Karlových Varů do Svatoššských skal a do Lokte, okružní jízdy přes Horní Slavkov-Loket (Karlsbad-Schlaggenwald-Elbogen-Karlsbad) a ke zřícenině Andělská Hora-Šemnická skála (Karlsbad-Burgruine Engelhaus-Hermannstein-Karlsbad) a také výletní jízdy do Krušných hor. Dne 1. května 1927 se Družstvo pro živnostenskou dopravu v Mariánských Lázních (Genossenschaft der Transportgewerbe in Marienbad) usneslo zřídit vlastní automobilovou společnost (Autobetriebs-Kommanditgesellschaft für den Gesellschafts-Automobilausflugsverkehr). To si ale z nedostatku vlastního kapitálu pronajímalo žluté vozy z Karlových Varů. Od hotelu Sanssouci vypravovala Karlovarská cizinecká a cestovní kancelář vozy k letišti.
Také město Karlovy Vary si zažádalo o koncesi pro provozování pravidelné hromadné dopravy autobusy na trati Tuhnice-Park u Vřídla, dále celní úřad-třída Na vyhlídce a most přes Ohři-třída Eduarda Knolla-Sadová třída, což mu bylo v roce 1933 výměrem Policejního komisařství v Karlových Varech a následně i Zemským úřadem v Praze r. 1934 nejprve zamítnuto a teprve po odvolání k Nejvyššímu správnímu soudu r. 1937 bylo toto zamítnutí pro nezákonnost zrušeno.
Město Karlovy Vary proti rozhodnutí zem. úřadu v Praze z 26. července 1934 o zákazu pravidelné hromadné dopravy osob autobusy. Naříkané rozhodnutí se zrušuje pro nezákonnost. 

Policejní komisařství v Karlových Varech výměrem ze 17. října 1933 jako úřad pečující podle § 3 bodu 6 vyhlášky min. vnitra z 24. dubna 1932 č. 83 Sb. o bezpečnost a snadnost dopravy na cestách po stránce bezpečnosti osob a majetku zakázalo na základě čl. 3 odst. 1 zákona ze 14. července 1927 č. 125 Sb. stěžujícímu si městu provozování pravidelné hromadné dopravy osob na trati Tuhnice—Geysirpark, dále celní úřad—třída Na vyhlídce a most přes Ohři—třída Eduarda Knolla—Sadová třída. Zákaz jest odůvodněn tím, že ulice, jimiž uvedené trati mají probíhati, nevyhovují při známé frekvenci vozidel všeho druhu svou malou šíří požadavkům bezpečnosti osob a majetku, nehledíc ani k tomu, že místní potřeba je zcela kryta již provozovanými dopravními podniky. Dále se v zákaze uvádí, že při známé panující řevnivosti mezi rozličnými dopravními podniky je nebezpečí, že jak na zastávkách, kde hosté bývají přebíráni, tak i během jízdy, kde řidiči vzájemně se předjíždějí, mohla by býti ohrožena veřejná bezpečnost.
 Bohuslavova sbírka nálezů Nejvyššího správního soudu ve věcech administrativních 1937-1938
V roce 1938 vlastnili Karlovarskou omnibusovou společnost bratři Friedrich, Robert, Karl, Alexander a Leon Winter. Na konci července 1938 podala Karlovarská omnibusová společnost návrh na konkurzní řízení a následně se soudně vyrovnala s Českou eskomptní bankou (Böhmische Escompte-Bank) a Úvěrním ústavem (Creditanstalt). Její aktiva činila 5 095 545 Kč a pasiva 7 194 713 Kč. Na začátku srpna 1938 převzalo zájezdy z Karlových Varů do Prahy jako svou linku 1588 Ředitelství státních drah v Plzni. Konkurzní řízení Karlovarské omnibusové společnosti bylo vyhlášeno v listopadu 1939.
Po vyhlášení všeobecné mobilizace československý stát omnibusové společnosti zabavil všechny osobní i nákladní vozy. V této době opustil Friedrich (Bedřich) Winter se svým ovdovělým otcem Maxem Wintrem a sestrou Margaretou bydliště v Karlových Varech-Tuhnicích a následně se zdržovali v Praze. Bratři Robert, Karl, Alexander a Leo Winter se vystěhovali do Jižní Ameriky. Na začátku července 1938 Bedřich Winter jako rakouský občan žijící trvale v Karlových Varech zažádal Policejní ředitelství v Praze ze strachu o svůj život o prodloužení povolení pobytu na území Československa do 1. srpna 1940 (naposledy obdržel povolení k pobytu na období od 30. září 1937 do 1. srpna 1938) a taktéž požadoval, aby mu byly všechny zabavené vozy navráceny v místě nového pobytu. Dne 14. října 1938 doporučilo Presidium zemského úřadu v Praze, aby bylo ve věci Bedřicha Wintra postupováno blahovolně, jelikož se hodlá vystěhovat za svými bratry do Jižní Ameriky.
Dne 4. ledna 1939 si Bedřich Winter zažádal opětovně o povolení k prodloužení pobytu na šest měsíců, kdy uváděl, že jakmile obdrží povolení k výjezdu, tak se hodlá vystěhovat do zámoří. Dne 21. listopadu 1939 Zemský úřad v Praze Bedřichu Wintrovi další pobyt v Československé republice nepovolil a zároveň mu nařídil, aby do 8 dnů opustil státní území. Následně se schovával v Praze na různých adresách a dne 13. července 1942 byl zařazen do transportu do koncentračního tábora v Terezíně a 28. července 1942 do transportu do židovského ghetta v běloruském městě Baranavičy, kde byl Bedřich Winter zavražděn. Holokaust přežili díky včasnému exilu pouze bratři Robert, Karl, Alexander, Leo Winter a Bedřichova nemanželská dcera Alžběta V.

### Městská autobusová doprava
Po druhé světové válce provozoval František Fousek jednu linku a v roce 1947 zahájila provoz na dvou linkách automobilová správa ČSD. Po únoru 1948 připadly karlovarské autobusy národnímu podniku ČSAD a městská spojení provozovala Městská autobusová doprava na třech tratích A, B, C.
- Trať A Karlovy Vary - Dvory: Hotel „Richmond” – Hotel „Pupp” – Náměstí Dr. E. Beneše – Kolonáda – Hotel „Patria” – Hlavní poštovní úřad – „Skleněný palác” – U Chebského mostu – Kavárna „Elite” – Rybáře, poštovní úřad – Keramická škola – Hostinec „Na rozcestí” – Dvory, pila – Dvory, konsum „Osvobození”.
- Trať B Karlovy Vary - Tuhnice: Hotel „Richmond” – sanatorium „Bellevue” – Hotel „Imperial” – Restaurace „U černého koně” – Restaurace „U zlatého slunce” – „Restaurace Panorama” – Restaurace „Jaro” – Nemocnice – Hlavní poštovní úřad – „Skleněný palác” - Stalinovo náměstí – Moskevská třída - Dvory, Karlovarské sklo – Dvory,  konsum „Osvobození” – Tuhnice, kaplička – Tuhnice, most přes Ohři.
- Trať C Karlovy Vary - Bohatice: Náměstí Dr. E. Beneše – Hotel „Patria” – Hlavní poštovní úřad – „Skleněný palác” – U Chebského mostu – U Masarykova mostu – Horní nádraží – Drahovice – Bohatice.[56][57]

Od 1. října 1954 byl zřízen samostatný Dopravní podnik města Karlovy Vary.

## Vozový park

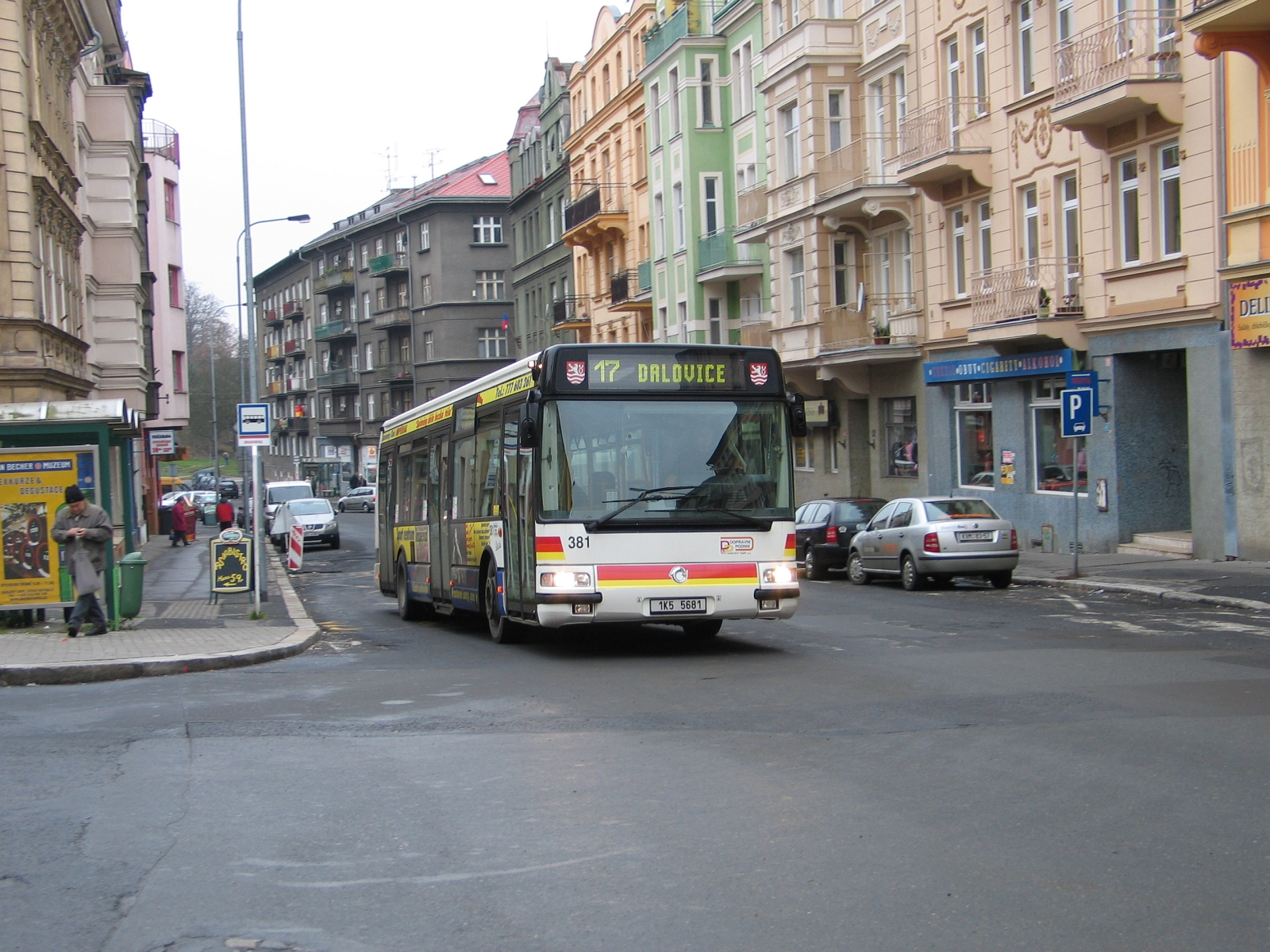
Nízkopodlažní autobus Irisbus Citybus 12M v typické karlovarské zástavbě

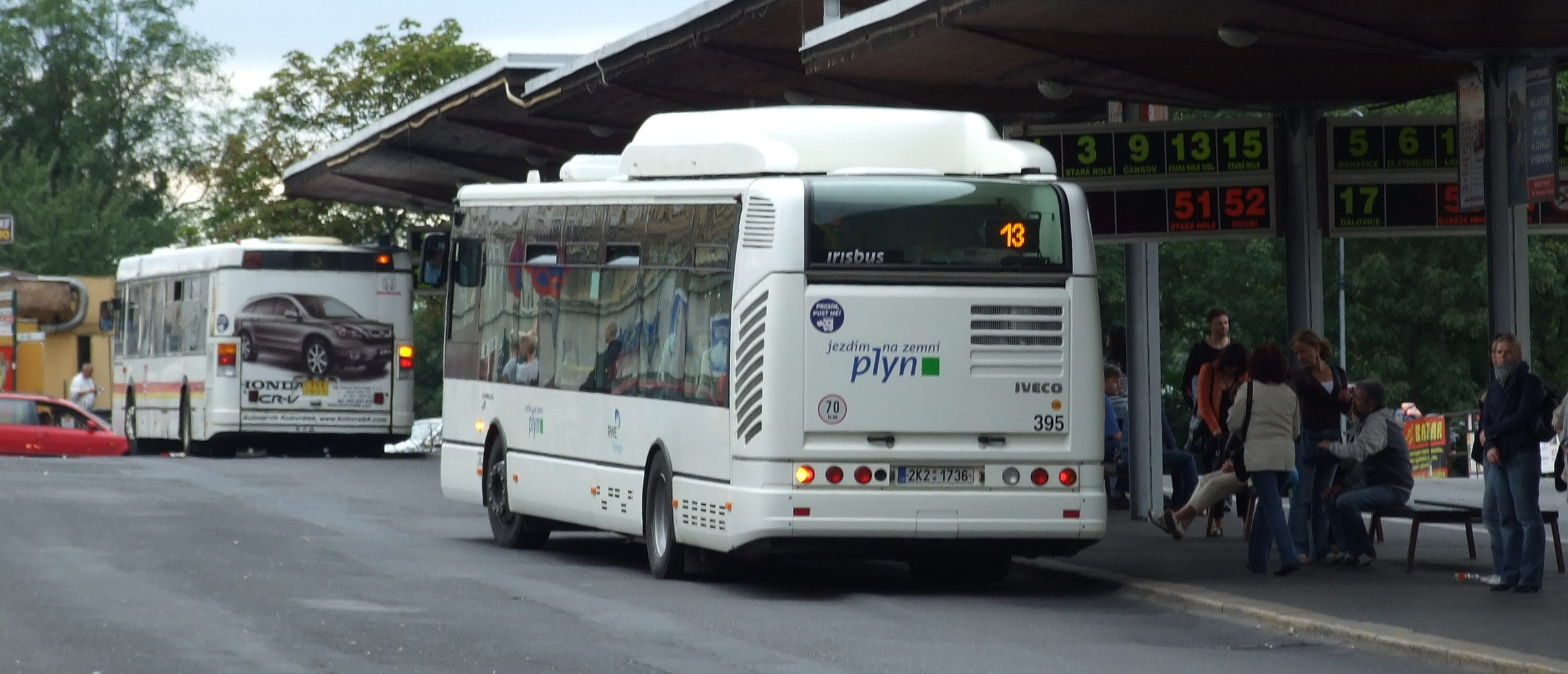
Mezi nejmodernější karlovarské autobusy patří i vozy Irisbus Citelis na zemní plyn

Autobusový provoz v Karlových Varech byl před nástupem dnešních vozů tvořen podobnými vozy jako jinde v republice, nejvýznamnější z nich byly Škoda 706 RO, Škoda 706 RTO, Karosa ŠM 11 a Ikarus 280. Současný vozový park je tvořen autobusy značky Irisbus a Karosa, níže je uveden výčet typů.

### Novodobé vyřazené typy
- Ikarus 405
- Ikarus 412
- Ikarus 435
- Škoda 21Ab
- Karosa B 731 a Karosa B 732
- Karosa B 931 E a Karosa B 932
- Karosa B 941 E a Karosa C 943
- Karosa B 932 E
- Karosa C 935
- Karosa C 954
- Irisbus Ares
- Irisbus Citybus 12M
- Irisbus Citelis 18M
- SKD Stratos L 27

### Novodobé provozované typy
| Obrázek | Typ                 | Modifikace a podtypy | Dodávky v letech | Počet (k 28. 02. 2024) |
| ------- | ------------------- | --- | ---------------- | ---------------------- |
|         | Karosa B952         | Karosa B952E | 2005             | 1                      |
|         | Irisbus Citelis 12M | Irisbus Citelis 12M, Irisbus Citelis 12M CNG | 2006–2014        | 13                     |
|         | Irisbus Crossway    | Irisbus Crossway 10.6M, Irisbus Crossway 12M | 2008             | 3                      |
|         | Irisbus Crossway LE | Irisbus Crossway LE 12M | 2010–2012        | 5                      |
|         | SKD Stratos         | Stratos LE 37 | 2012             | 2                      |
|         | Iveco Urbanway 12M  | Iveco Urbanway 12M, Iveco Urbanway 12M CNG | 2015–2023        | 17                     |
|         | Iveco Urbanway 18M  | Iveco Urbanway 18M, Iveco Urbanway 18M CNG | 2015–2019        | 4                      |
|         | Iveco Crossway      | Iveco Crossway PRO 12M, Iveco Crossway LINE 13M                                                                                                   | 2014–2015        | 2                      |
|         | Iveco Crossway LE   | Iveco Crossway LE LINE 12M, Iveco Crossway LE CITY 12M, Iveco Crossway LE CITY 10.8M, Iveco Crossway LE CITY 12M NP, Iveco Crossway LE LINE 14,5M | 2014–2023        | 24                     |
|         | Dekstra             | Dekstra LE 37, Dekstra LF 38 CNG | 2020–2022        | 8                      |
|         | Scania Citywide     | Scania Citywide II LF 12M CNG | 2022             | 1                      |

Dopravní podnik Karlovy Vary vlastní také další autobusy příměstského typu, které ale nezajišťují provoz městské hromadné dopravy.

### Historický vůz
Jako historické vozidlo vlastní Dopravní podnik Karlovy Vary autobus Karosa ŠL 11 č. 114, který je o víkendech pravidelně vypravován na speciální historickou linku 91 (do roku 2015 také na linku 92).

## Provoz

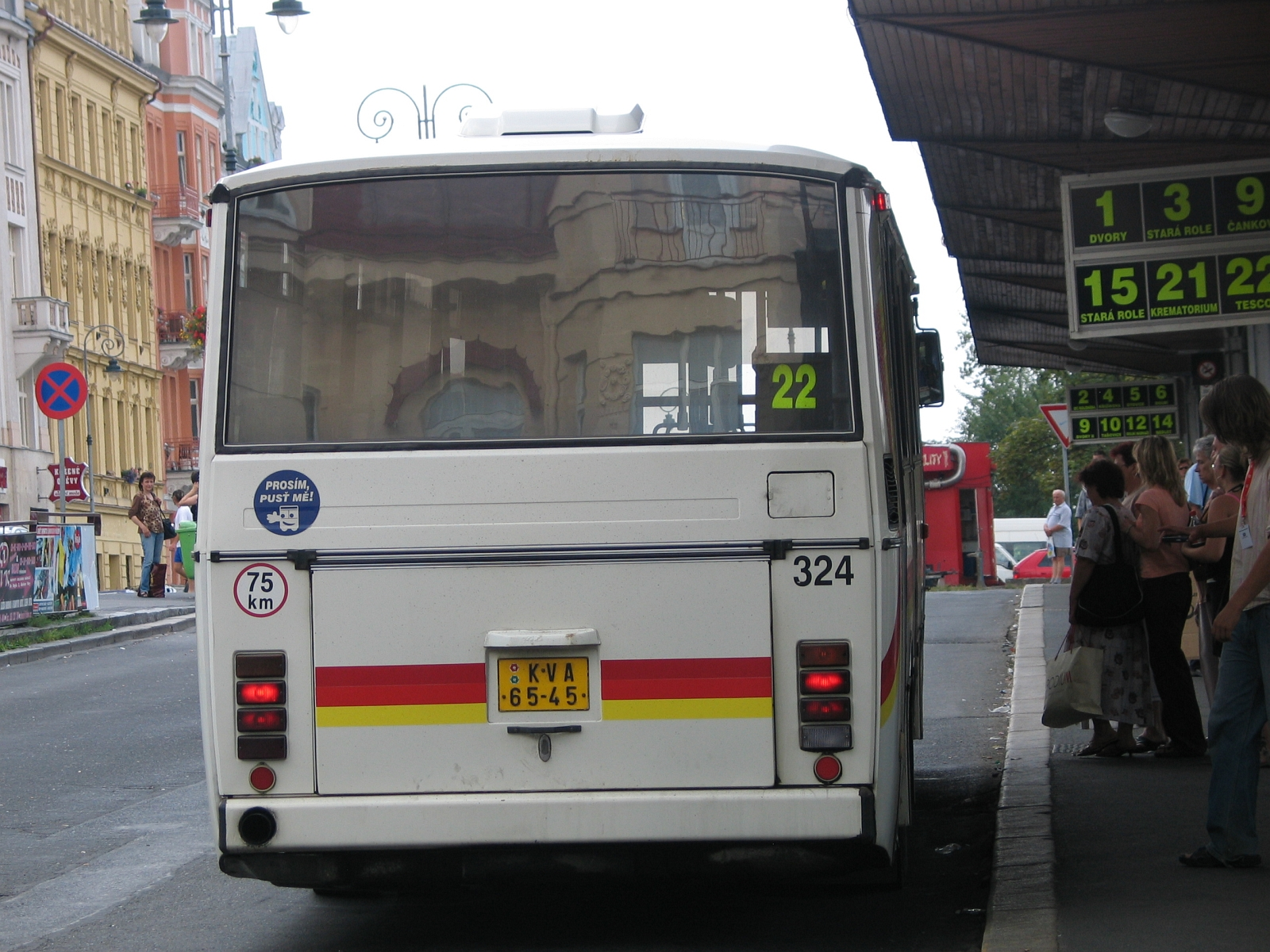
Karosa B 731 v hlavním přestupním uzlu Tržnice

V roce 1988/1989 byla v krajském knižním jízdním řádu ČSAD uvedena MHD Karlovy Vary pod číslem 32300 se 19 linkami číslovanými 1–19.
Autobusy v Karlových Varech jezdí na 19 denních, dvou nočních a dalších speciálních linkách. Licenční čísla linek začínají trojčíslím 425. Za páteřní linky lze považovat č. 1, 2, 3 + 15, 6, 12, 13 a 22, které jezdí v poměrně krátkých intervalech přes celé město. Za zmínku stojí linka 20, spojující parkoviště s lázeňským centrem, která nemá pevný jízdní řád a jezdí kyvadlově podle potřeby, a linka 21, vedená k místnímu hřbitovu, která je v provozu pouze dvěma spoji v neděli. Linka 22, 23, 24 (a nakrátko i rychlíková linka T) byly zprovozněny s otevřením obchodního domu Tesco, k němuž jezdily. Nyní je v provozu již pouze linka 22 s třicetiminutovým intervalem, kterou doplňuje bezplatní linka T (též třicetiminutový interval). Všechny autobusové linky (kromě linky 20) se stýkají v centrálním přestupním uzlu Tržnice, v období velmi slabého provozu je zde garantovaný přestup. Od 25. 4. 2008 začala jezdit linka číslo 1 nově do obchodního centra Globus (prodloužení z Dvorů). Linka číslo 12 přestala jezdit přes Horní nádraží a začala jezdit do zastávky Elite. Od 1. 7. 2008 změnila trasu linka číslo 3, dříve jezdila přes Rybáře, dnes jezdí přes nový Tuhnický most a dále pokračuje přes Západní směrem Tržnice. Od 1. 1. 2014 byla zrušena linka číslo 10. V části Stará Kysibelská - Tržnice byla nahrazena linkou číslo 3 a v části Tržnice - Tašovice byla nahrazena linkou číslo 2. Dne 1. ledna 2015 byla linka 14 zrušena a nahrazena linkou č. 5.
Nízkopodlažní autobusy jsou nasazovány na většinu linek, pouze nízkopodlažní vozy jsou v provozu na linkách 1, 2, 3, 5, 6, 7, 9, 121, 13, 152, 17, 19 a 221. Kloubové vozy jsou nasazovány pouze v pracovní dny, a to především na linky 31 a 15.
1 jen některé spoje

2 jen o víkendech a státních svátcích

### Linkové vedení
Stav k 10. lednu 2024.
Denní linky
- 1 Jenišov – Globus – Tržnice – Lázně III
- 2 OC Varyáda – Tržnice – Divadelní náměstí
- 3 Stará Kysibelská – Tržnice – Stará Role
- 4 Lázně III – Tržnice – Křižíkova
- 5 Bohatice – Tržnice – Sedlec
- 6 Stará Kysibelská – Tržnice – Doubí
- 7 Tržnice – Březová
- 8 Tržnice – Olšová Vrata – Letiště – Kolová
- 9 Tržnice – Čankov
- 11 Horní nádraží – Tržnice – Divadelní náměstí
- 12 Dolní nádraží-terminál – Čankovská – Dolní nádraží-terminál
- 13 Letná – Tržnice – Lanovka Imperial
- 15 Lidická – Tržnice – Stará Role
- 16 Tašovice – OC Varyáda
- 17 Tržnice – Dalovice
- 19 Garáže MHD – Tržnice – Otovice – Tržnice – Garáže MHD
- 21 Krematorium – Tržnice – Hřbitov Drahovice
- 22 Tržnice – Tesco – Hory
- 23 Tržnice – Loket

Noční linky
- 51 Garáže MHD – Tržnice – Stará Role
- 52 Divadelní náměstí – Tržnice – Doubí

Zvláštní linky
- D divadelní linky
- H hokejové linky

## Tarif a odbavování

### Druhy jízdenek
V 80. letech platily v Karlových Varech jednotné krajské jízdenky MHD ČSAD Západočeského kraje.
V prodeji jsou jednotlivé jízdenky dvou druhů:
- na jednu časově neomezenou jízdu bez přestupu
- na neomezený počet jízd, platí ale nejvýše 60 minut (respektive 24 hodin – celodenní jízdenka)

Jednotlivé jízdenky platí na všech linkách kromě vyhlídkové linky 91 (zde platí pouze celodenní, jinak stojí jízda 80 Kč)
V nabídce jsou také časové jízdenky, a to na jeden, tři, šest a dvanáct měsíců. V prodeji je několik variant těchto jízdenek (základní, zlevněná, přenosná a psí).
Jednotlivé i časové jízdenky se kupují v předprodeji (trafiky, oficiální předprodejní místa DPKV), popřípadě je možné využít doplňkového prodeje jízdenek u řidiče, který ale prodává pouze vybrané druhy.

### Odbavování
V době od 4 do 19 hodin mohou cestující s předplatnými časovými jízdenkami nastupovat do autobusů MHD všemi dveřmi. Cestující s jednotlivou jízdenkou nebo bez jízdenky nastupují předními dveřmi, kde si jízdenku označí, popřípadě zakoupí nebo, je-li již označená, předloží ke kontrole řidiči.
Od 19 do 4 hodin nastupují všichni cestující předními dveřmi, kde předloží svůj jízdní doklad ke kontrole řidiči (popř. si zakoupí nebo označí jednotlivou jízdenku).
Od 1. ledna 2015 funguje v rámci spojů MHD a některé příměstské dopravy (DPKV) Karlovarská karta, která je prozatím využívána pouze pro časové jízdenky. Řidiči a revizoři mají mobil se speciálním systémem, přes který kontrolují platnost časového kupónu na kartě.